# Senador La Rocque
Senador La Rocque is een gemeente in de Braziliaanse deelstaat Maranhão. De gemeente telt 19.359 inwoners (schatting 2009).